# Central Ohio Film Critics Association Awards 2006
Na 5. ročník předávání cen asociace Central Ohio Film Critics Association Awards se předávaly ceny v těchto kategoriích.

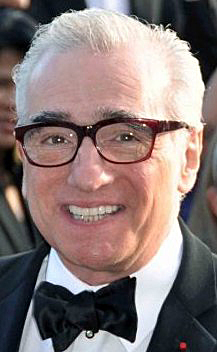
Martin Scorsese, vítěz v kategorii nejlepší režisér

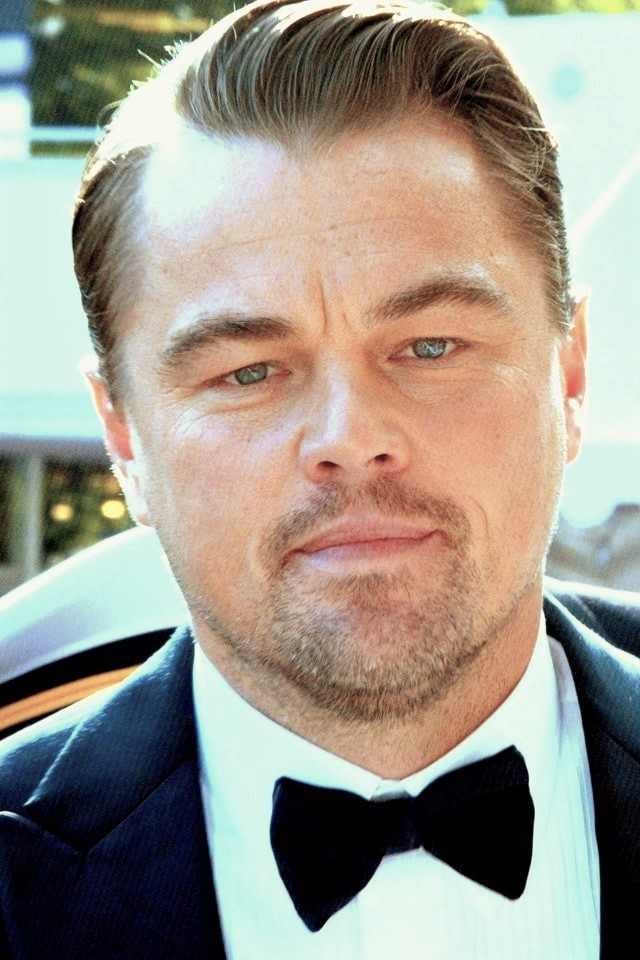
Leonardo DiCaprio, vítěz v kategorii nejlepší mužský herecký výkon v hlavní roli

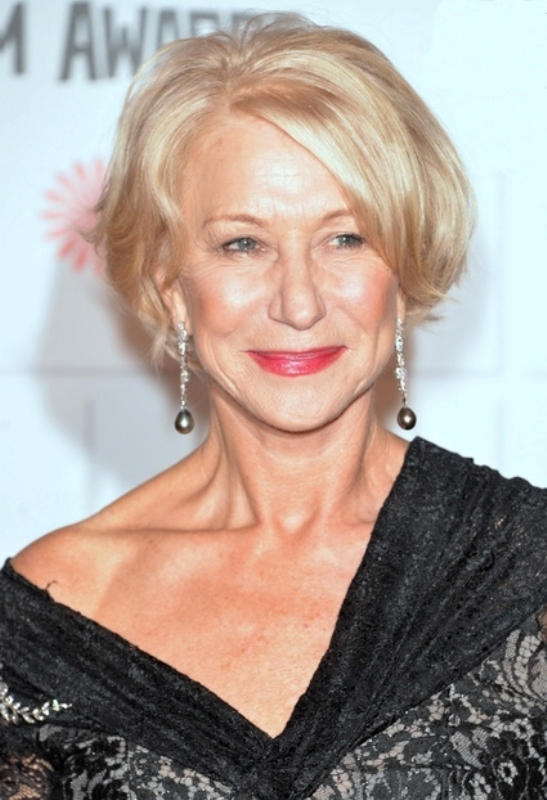
Helen Mirren, vítězka v kategorii nejlepší ženský herecký výkon v hlavní roli

## Vítězové
Nejlepší film
1. Potomci lidí
2. Skrytá identita
3. Borat
4. Faunův labyrint
5. Malá Miss Sunshine
6. Zmizení
7. Let číslo 93
8. Babel
9. Děkujeme, že kouříte
10. Casino Royale

Nejlepší režisér
1. Martin Scorsese – Skrytá identita
2. Alfonso Cuarón – Potomci lidí

Nejlepší adaptovaný scénář
1. William Monahan – Skrytá identita
2. Timothy J. Sexton, Alfonso Cuarón, David Arata, Mark Fergus a Hawk Ostby – Potomci lidí

Nejlepší původní scénář
1. Rian Johnson – Zmizení
2. Michael Arndt – Malá Miss Sunshine

Nejlepší herec v hlavní roli
1. Leonardo DiCaprio – Skrytá identita
2. Sacha Baron Cohen – Borat

Nejlepší herečka v hlavní roli
1. Helen Mirren – Královna
2. Meryl Streep – Ďábel nosí Pradu

Nejlepší herec ve vedlejší roli
1. Eddie Murphy – Dreamgirls
2. Alan Arkin – Malá Miss Sunshine

Nejlepší herečka ve vedlejší roli
1. Jennifer Hudson – Dreamgirls
2. Rinko Kikuchi – Babel

Nejlepší obsazení
1. Skrytá identita
2. Malá Miss Sunshine

Nejlepší animovaný film
1. Auta
2. V tom domě straší

Nejlepší dokument
1. Nepříjemná pravda
2. Jesus Camp a Wordplay (remíza)

Nejlepší cizojazyčný film
1. Faunův labyrint
2. Dopisy z Iwo Jimy

Nejlepší kamera
1. Dean Semler – Apocalypto
2. Guillermo Navarro – Faunův labyrint

Nejlepší skladatel
1. Gustavo Santaolalla – Babel
2. Nathan Johnson – Zmizení

Objev roku
1. Jennifer Hudson – Dreamgirls
2. Sacha Baron Cohen – Borat

Nepřehlíženější film
1. Zmizení
2. Pád do tmy

Herec roku (za skvělou práci)
1. Clive Owen – Potomci lidí, Spojenec
2. Leonardo DiCaprio – Skrytá identita, Krvavý diamant